# Anna Bacciarelli

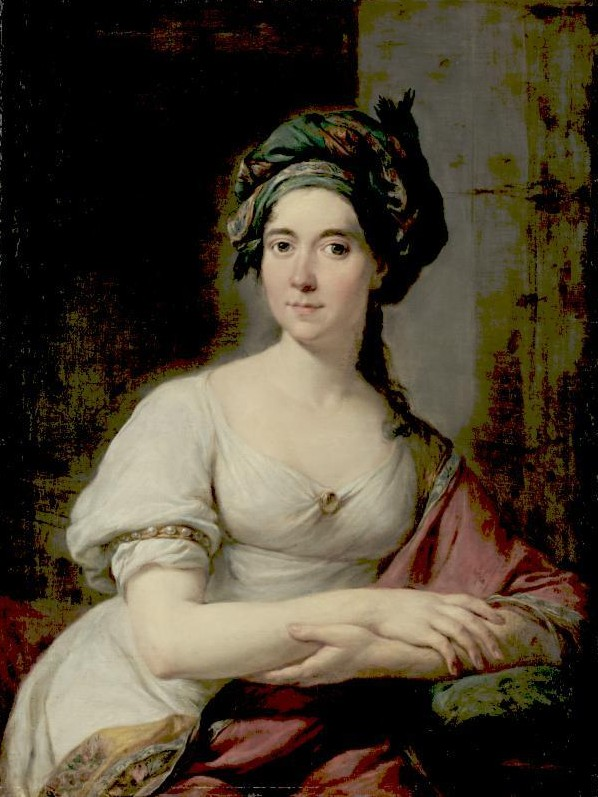
Gemalt von ihrem Vater Marcello Bacciarelli, nach 1800

Anna Bacciarelli (* 1770 oder 1771 in Warschau, Polen-Litauen; † 1818 in Odechów, Kongresspolen) war eine polnische Malerin des Klassizismus und Sängerin italienisch-sächsischer Abstammung. Ihr Vater war der italienische Maler Marcello Bacciarelli und ihre Mutter die sächsische Malerin Johanna Juliana Friederike Bacciarelli. Ihre Schwester Manon Bacciarelli war ebenfalls Malerin.

## Leben
Bacciarelli entstammte einer Künstlerfamilie und erhielt ihre künstlerische Ausbildung bei den Eltern. Sie malte vor allem Porträts, insbesondere Miniaturen, religiöse und historische Gemälde. Zu ihren bekannten Werken gehören die Porträt-Miniaturen Bildnis einer Dame (vermutlich Zofia Potocka) und Dame mit Turban, die Miniatur eines Mannes mit weißer Perücke sowie das Altarbild Verkündigung Mariä in der Marienkirche in Odechów. Ihre Werke befinden sich unter anderem im Nationalmuseum in Posen. Neben der Malerei trat sie auch als Sängerin auf und sang auf Polnisch und Italienisch bei Gesellschaften des polnisch-litauischen Königs Stanislaus II. August Poniatowski. Sie wurde mehrfach von anderen Künstlern porträtiert, unter anderem ihrem Vater, Louis-François Marteau und Wincenty de Lesseur.